# توزيع الدخل القومي (اقتصاد)
تعتبر مسألة توزيع الدخل القومي من أهم الانشغالات في علم الاقتصاد وأكثرها حساسية لصلتها الوثيقة بكل من الأوضاع السياسية والأوضاع الاجتماعية.
ويميز الاقتصاديون عادة بين كل من التوزيع الأولي للدخول وهو نتاج عوائد عناصر الإنتاج المختلفة إذا تركت دون تدخل من جانب الدولة، وإعادة توزيع الدخول الناجمة عن تدخل الدولة المباشر في الاقتصاد (عن طرق أساليب قصرية مثل التأميم أو الإصلاح الزراعي أو تنظيم الأسعار) أو التدخل غير المباشر (عن طريق الضرائب والنفقات العامة والإعانات الاجتماعية العينية والنقدية).

## أهمية مسألة توزيع الدخول
- أكد الاقتصادي الإنجليزي المشهور دافيد ريكاردو في مقدمة كتابه "مبادئ الاقتصاد السياسي والضريبة" أن تحديد القوانين التي تنظم التوزيع هي المشكلة الرئيسية في علم الاقتصاد السياسي".
- ويدعم ذلك قول الاقتصادي الأمريكي جون كينيث جالبرث جون كينيث جالبرايث أنه لا توجد مسألة في الاقتصاد السياسي أهم من الانعكاسات المترتبة على إجراءات توزيع الدخل.
- ويصف الاقتصادي السويدي جان تنبرجنيان تينبرغن الحائز على جائزة نوبل في الاقتصاد مسألة التوزيع بأنها العمود الفقري للسياسة الاقتصادية وإن لاحظ غياب تفسير علمي مقبول لاتجاهات التوزيع في الدول المختلفة بسبب إهمال الاقتصاديين لهذه المسألة فترة طويلة.
- غير أن الاهتمام بقضايا توزيع الدخول ومستويات الفقر قد شهد زخما كبيرا في أواخر القرن العشرين وبداية القرن الواحد والعشرين.
- ولكن الاهتمام بقضايا التوزيع في الدول الصناعية المتقدمة لم يقابله اهتمام مماثل في الدول النامية التي لا زالت تشهد أكثر مستويات عدم العدالة في توزيع الدخول.

## الأساليب العلمية لقياس توزيع الدخول
- من أبرز أدوات القياس المستخدمة من علماء الاقتصاد والإحصاء لقياس مدى عدالة توزيع الدخول في بلد من البلدان:
- معامل جيني
- منحنى لورنز

## المداخل النظرية لدراسة وتحليل توزيع الدخول
- المدخل الوظيفي ويقوم على أساس النظرة الوظيفية التي تقسم الدخل القومي وفقا لعوائد عناصر الإنتاج: عوائد الملكية (الريوع) والربح والفائدة والأجور، وهي نظرة يتبناها أنصار المدرسة الاقتصادية النيوكلاسيكية.
- المدخل الرياضي ويفترض استجابة توزيع الدخول لقانون طبيعي مقتضاه انتظام وتطابق شكل توزيع الدخول في مختلف دول العالم، وهو اتجاه يتبناه بعض الاقتصاديين الرياضيين والأحصائيين وأهمهم الاقتصادي الإيطالي فيلفريدو باريتو فيلفريدو باريتو.
- المدخل الاجتماعي الاقتصادي وهو يسعى لتفسير اتجاهات توزيع الدخول في ضوء تأثير المتغيرات السياسية والاقتصادية والاجتماعية والمؤسسية. ومن رواد هذا التوجه الاقتصادية الأمريكية إرما أدلمان في دراسة مشتركة مع تافت موريس لصالح البنك الدولي نشرت عام 1973 وأبرزت أن أكثر المتغيرات تأثيرا في عدالة توزيع الدخول هي التعليم وتدخل الدولة الاقتصادي وإذابة الفوارق بين الريف والمدينة والصناعات التقليدية والصناعات الحديثة ومستوى الدخل الفردي المتوسط وقوة النقابات العمالية والمهنية.
- المدخل متعدد الأبعاد وقد تبناه الباحث المصري أحمد جمال الدين موسى في رسالته لدكتوراه الدولة عن دور الدولة في توزيع الدخول التي نوقشت في جامعة كليرمو فيران الفرنسية في فبراير 1984. وهذا المدخل يقوم على نظرة متكاملة للمتغيرات المؤثرة على توزيع الدخول في أربعة مستويات: المجتمع ككل، المستوى الإقليمي والقطاعي، العائلة، الفرد